# Liste der FFH-Gebiete in Navarra

Flagge von Navarra

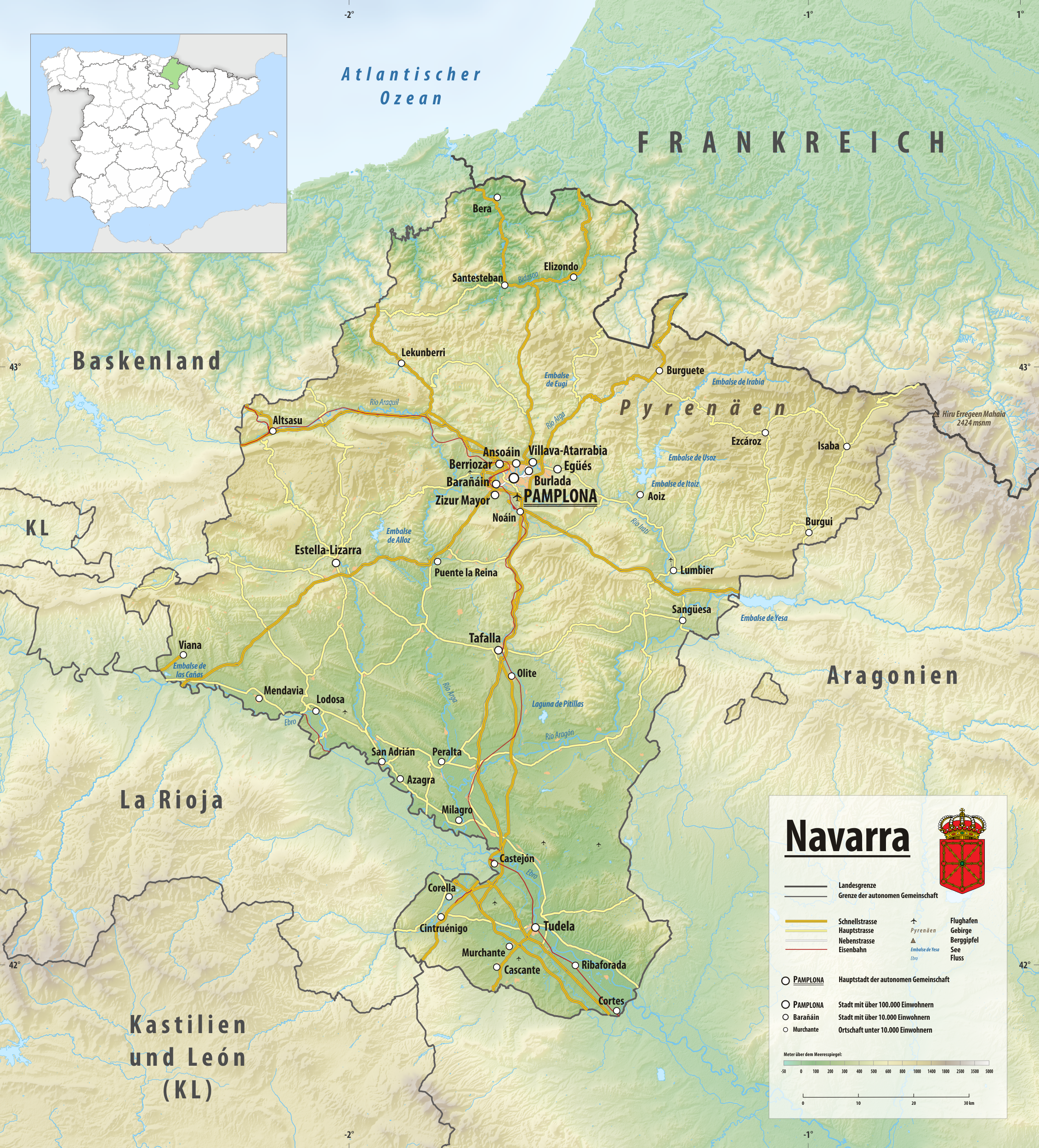
Karte von Navarra

Diese sortierbare Liste führt die Fauna-Flora-Habitat-Gebiete in der zu Spanien gehörenden autonomen Gemeinschaft Navarra. Die Gebiete gehören zum europäischen Schutzgebietsnetz Natura 2000.

## Hinweise zu den Angaben in der Tabelle
- Gebietsname: Amtliche Bezeichnung des Schutzgebiets
- Bild/Commons: Bild und Link zu weiteren Bildern aus dem Schutzgebiet
- WDPA-ID: Link zum Schutzgebiet in der World Database on Protected Areas
- EEA-ID: Link zum Schutzgebiet in der Datenbank der European Environment Agency (EEA)
- Lage: Geografischer Standort
- Fläche: Gesamtfläche des Schutzgebiets in Hektar
- Bemerkungen: Besonderheiten und Anmerkungen

Bis auf die Spalte Lage sind alle Spalten sortierbar.

## Tabelle
| Gebietsname                                      | Bild/Commons | WDPA-ID   | EEA-ID    | Lage | Fläche ha | Bemerkungen |
| ------------------------------------------------ | ------------ | --------- | --------- | ---- | --------- | ----------- |
| Aritzakun-Urritzate-Gorramendi                   |              | 555722899 | ES0000122 | ⊙    | 6.032,5   |             |
| Larra-Aztaparreta                                |              | 555722912 | ES0000123 | ⊙    | 3.922,9   |             |
| Sierra de Illón y Foz de Burgui                  |              | 555548944 | ES0000124 | ⊙    | 4.700,8   |             |
| Sierra de Leire y Foz de Arbaiun                 |              | 555548945 | ES0000125 | ⊙    | 8.895,5   |             |
| Roncesvalles-Selva de Irati                      |              | 555722889 | ES0000126 | ⊙    | 18.077,7  |             |
| Peña Izaga                                       |              | 555722888 | ES0000127 | ⊙    | 2.809,7   |             |
| Sierra de San Miguel                             |              | 555722890 | ES0000128 | ⊙    | 3.113,5   |             |
| Sierra de Artxuga, Zarikieta y Montes de Areta   |              | 555722892 | ES0000129 | ⊙    | 19.530,1  |             |
| Sierra de Arrigorrieta y Peña Ezkaurre           |              | 555548949 | ES0000130 | ⊙    | 6.378,0   |             |
| Arabarko                                         |              | 555722913 | ES0000132 | ⊙    | 1.717,8   |             |
| Laguna de Pitillas                               |              | 555722901 | ES0000133 | ⊙    | 523,8     |             |
| Embalse de las Cañas                             |              | 555722896 | ES0000134 | ⊙    | 178,8     |             |
| Estanca de los Dos Reinos                        |              | 555722897 | ES0000135 | ⊙    | 31,8      |             |
| Larrondo-Lakartxela                              |              | 555523195 | ES2200009 | ⊙    | 2.614,1   |             |
| Artikutza                                        |              | 555523196 | ES2200010 | ⊙    | 3.638,6   |             |
| Río Salazar                                      |              | 555523197 | ES2200012 | ⊙    | 414,6     |             |
| Río Areta                                        |              | 555523198 | ES2200013 | ⊙    | 349,6     |             |
| Río Bidasoa                                      |              | 555523199 | ES2200014 | ⊙    | 387,0     |             |
| Regata de Orabidea y turbera de Arxuri           |              | 555523200 | ES2200015 | ⊙    | 191,0     |             |
| Señorío de Bértiz                                |              | 555523201 | ES2200017 | ⊙    | 2.052,3   |             |
| Belate                                           |              | 555523202 | ES2200018 | ⊙    | 26.067,4  |             |
| Monte Alduide                                    |              | 555523203 | ES2200019 | ⊙    | 9.028,7   |             |
| Sierra de Aralar                                 |              | 555523204 | ES2200020 | ⊙    | 14.648,9  |             |
| Urbasa y Andia                                   |              | 555523205 | ES2200021 | ⊙    | 27.857,7  |             |
| Sierra de Lokiz                                  |              | 555523206 | ES2200022 | ⊙    | 13.145,7  |             |
| Río Baztan y Regata Artesiaga                    |              | 555523207 | ES2200023 | ⊙    | 76,0      |             |
| Ríos Ega-Urederra                                |              | 555523208 | ES2200024 | ⊙    | 531,5     |             |
| Sistema fluvial de los ríos Irati, Urrobi y Erro |              | 555523209 | ES2200025 | ⊙    | 1.101,0   |             |
| Sierra de Ugarra                                 |              | 555523210 | ES2200026 | ⊙    | 5.087,4   |             |
| Ríos Eska y Biniés                               |              | 555523211 | ES2200027 | ⊙    | 288,7     |             |
| Sierra de Codés                                  |              | 555523212 | ES2200029 | ⊙    | 5.056,0   |             |
| Tramo medio del río Aragón                       |              | 555523213 | ES2200030 | ⊙    | 2.699,8   |             |
| Yesos de la Ribera Estellesa                     |              | 555523214 | ES2200031 | ⊙    | 19.081,5  |             |
| Montes de la Valdorba                            |              | 555523215 | ES2200032 | ⊙    | 1.728,6   |             |
| Laguna del Juncal                                |              | 555523216 | ES2200033 | ⊙    | 60,5      |             |
| Tramos Bajos del Aragón y del Arga               |              | 555523217 | ES2200035 | ⊙    | 2.499,9   |             |
| Bardenas Reales                                  |              | 555523218 | ES2200037 | ⊙    | 58.442,5  |             |
| Badina Escudera                                  |              | 555523219 | ES2200039 | ⊙    | 158,0     |             |
| Río Ebro                                         |              | 555523220 | ES2200040 | ⊙    | 2.120,4   |             |
| Balsa del Pulguer                                |              | 555523221 | ES2200041 | ⊙    | 304,1     |             |
| Peñadil, Montecillo y Monterrey                  |              | 555523222 | ES2200042 | ⊙    | 3.072,8   |             |
| Robledales de Ultzama y Basaburua                |              | 555523223 | ES2200043 | ⊙    | 2.274,7   |             |